# 荻野元凱
荻野 元凱（おぎの げんがい、1737年11月19日（元文2年10月27日）- 1806年6月6日（文化3年4月20日））は、江戸時代中期から後期の医師である。字は子原（子元とも）もしくは左中（左仲とも表記され通称とも）、在中。号は台州。 

## 経歴・人物
加賀の金沢に生まれる。後に上洛し、奥村良筑の門人となり古法医学を学んだ。その後は師匠の良筑や山脇東門が提唱した医学を参考に著書を執筆する。その後は江戸幕府からの招聘により、朝廷からの許可をもらった。
これにより1794年（寛政6年）に典薬寮にて、当時の天皇だった光格天皇の皇太子の診療にあたった。1798年（寛政10年）には再度幕府からの招聘により漢方医学の教育を取り入れていた医学館で教鞭を執った。しかし元凱はその漢方に蘭方医学を用いた医学を教育を取り入れる事を希望した事が理由とされる事により、後に同学館から離れ京都に戻る。これによって「漢蘭折衷家」と呼ばれるようになった。その後は再度皇太子の診療にあたり、解剖学を学び晩年は河内国司としても活動した。門人に柚木太淳らがいる。

## 主な著作物

### 主著
- 『吐法編』- 1764年（明和元年）刊行[2]。師匠の良筑が提唱した吐法が詳細に言及されている[2]。
- 『刺略編』- 1770年（明和6年）刊行[2]。東門が提唱した西洋刺略が言及されている[2]。

### その他の著書
- 『麻疹編』
- 『瘟疫余論』